# 229 (число)
Вижте пояснителната страница за други значения на 229.
229 (двеста двадесет и девет) е просто, естествено, цяло число, следващо 228 и предхождащо 230.
Двеста двадесет и девет с арабски цифри се записва „229“, а с римски цифри – „CCXXIX“. 229 е на 50-о място в реда на простите числа (след 227 и преди 233). Числото 229 е съставено от три цифри от позиционните бройни системи – 2 (две), 9 (девет).

## Общи сведения
- 229 е нечетно число.
- 229-ият ден от невисокосна година е 17 август.
- 229 е година от Новата ера.